# Eutrepsia rubriplaga
Eutrepsia rubriplaga är en fjärilsart som beskrevs av Jean Baptiste Boisduval 1870. Eutrepsia rubriplaga ingår i släktet Eutrepsia och familjen mätare. Inga underarter finns listade i Catalogue of Life.